# 新東宝映画
新東宝映画株式会社（しんとうほうえいが）は、日本の映画会社である。

## 略歴・概要

### 前史
1961年（昭和36年）5月を最後に製作を停止した新東宝株式会社が同年8月31日に倒産、同年内に配給部門を大宝株式会社、製作部門をNAC（ニッポン・アートフィルム・カンパニー）に切り離し、旧・新東宝は清算に入った。やがて大宝は業務停止、NACはテレビ映画の受注製作を開始した。旧・新東宝は、1964年（昭和39年）に国際放映と名称を変更し、NACを吸収合併した。「新東宝撮影所」は日本大学にほとんど売却したが、残った敷地が国際放映スタジオとなり、テレビ映画を製作した。「新東宝第二撮影所」はすでに大蔵貢の富士映画に譲渡されていた。
旧・新東宝には、配給網が存在し、製作停止によって作品の供給がストップしてしまったが、これをよしとしない同社の旧・関西支社の有志が自主配給・興行を始めた。これが現在の新東宝映画株式会社の前身、新東宝興業株式会社である（作品によっては新東宝興業関西名義の物もあり）。このため、同社は長らく本社を大阪に置き、1982年になってから本社を東京に移転している。同社は、1963年（昭和38年）には、旧・新東宝の監督である中川信夫・小森白・高橋典を監督に『日本残酷物語』を製作・配給しているが、同年の製作は同作のみで、あとは洋画の配給および旧新東宝作品の再配給を行なった。配給される洋画は、バーレスクのようなお色気もの、あるいは海外でのレヴュー（の映像収録作品）といった中短編の外国映画が主体であった。
新東宝に関係していた監督や脚本家を用いて、のちにピンク映画と総称されるようになる短編の成人映画を続々と製作していく。当初は旧新東宝系の上映館を中心に配給していた。

### ピンク映画
1964年（昭和39年）、新東宝興業株式会社は現在の社名に名称を変更し、自主製作を本格的にスタートさせている。そのいずれもが現在でいう「ピンク映画」であった。製作にあたっては、新東宝興業の取締役であった並木謹也の「新東宝」（旧新東宝および本項目で取扱う新東宝興業→新東宝映画とは別会社の制作プロダクション。東京に本社を置く）、旧新東宝出身の小森白が経営する東京興映、松竹の系列会社中映の中映プロダクション、浅野辰雄監督の浅野プロダクション、戦前・戦後の東宝社員監督・プロデューサーであった本木荘二郎のシネユニモンド等と提携して製作を行い、自社で配給を行った。本来が、本拠地を大阪に置き、撮影所や製作部門を持たないところからのスタートであったから、インディペンデント系の製作会社との提携は必須であった。なお、当初は関東地方に支社や営業所を置かなかったため、東日本での配給は東京興映が行なっていた時期もある。
1960年代以降、矢元照雄の国映、西原儀一監督の葵映画、或いは日本シネマといった群小の製作会社・プロダクションの製作による作品を配給した。現在でも国映作品が新東宝映画で配給されるのは、このチェーン網の名残である。ちなみに国映はテレビアニメ草創期に自社出資で日本放送映画株式会社を設立、矢元や新倉雅美が中心となってテレビアニメーションの製作に着手している。また、現行の新東宝映画のオープニングで流れるファンファーレ（鳴る作品と鳴らない作品がある）は、もともと葵映画代表の西原儀一が、葵映画のオープニングのために製作・演出したものである。この曲を新東宝映画も自社作品のオープニングに流用、結局これが今日に至るまで引き継がれ残ったものである。1970年代以降は外部プロダクション作品が減少する一方で、自社製作作品が増えていった。
同時期、大蔵貢も富士映画を改組した大蔵映画で、大蔵映画撮影所（現在のオークラランド）を拠点に同傾向の映画を製作・配給し、配給網「OPチェーン」の構築を推進した。ほかにも恵通チェーン（のちのミリオンフィルム）等の新興勢力、「洋ピン」ブーム、東映や大映などのメジャー系がポルノ映画や準ポルノ映画を次々に製作・配給に乗り出した。新東宝映画は国映、葵映画などと共に、独立系としてこれらと競合することとなった。
1968年（昭和43年）には、大手企業の東映が成人映画（東映ポルノ）の製作・配給を開始、1971年（昭和46年）には、日活がロマンポルノの製作・配給を開始し、新東宝映画に出演していた女優やスタッフがヘッドハンティングされた。
製作配給業務のほか、直営の成人映画館として、シネマ有楽町（東京都、1995年 - 1996年。95年以前は東宝直営の有楽シネマ。シネマ有楽町閉館後にシネカノン直営のシネ・ラ・セット銀座となる）、東梅田シネマ（大阪府）、ナンバ新東宝（大阪府。1980年代後半にジョイパックに売却されて「難波ジョイシネマ」と改称し、洋画専門館となる）、第一ニシキ館（岡山県岡山市、2010年2月閉館。新東宝の直営化は1980年代半ばから）などを経営していた。
大手が成人映画の製作を軒並み停止した1980年代後半以降、同社は、数少ないピンク映画の配給会社のひとつとなった。
竹書房やオールインエンタテインメントなどの異業種他社との共同出資により、本格的な二次利用を前提とした新作を作り続けてきたが、2010年代に入った頃から新作提供が非常に少なくなっており、2014年を最後に製作・配給共に休止状態になっている。

## 関連事項
- ピンク映画